# Flora Ruchat-Roncati

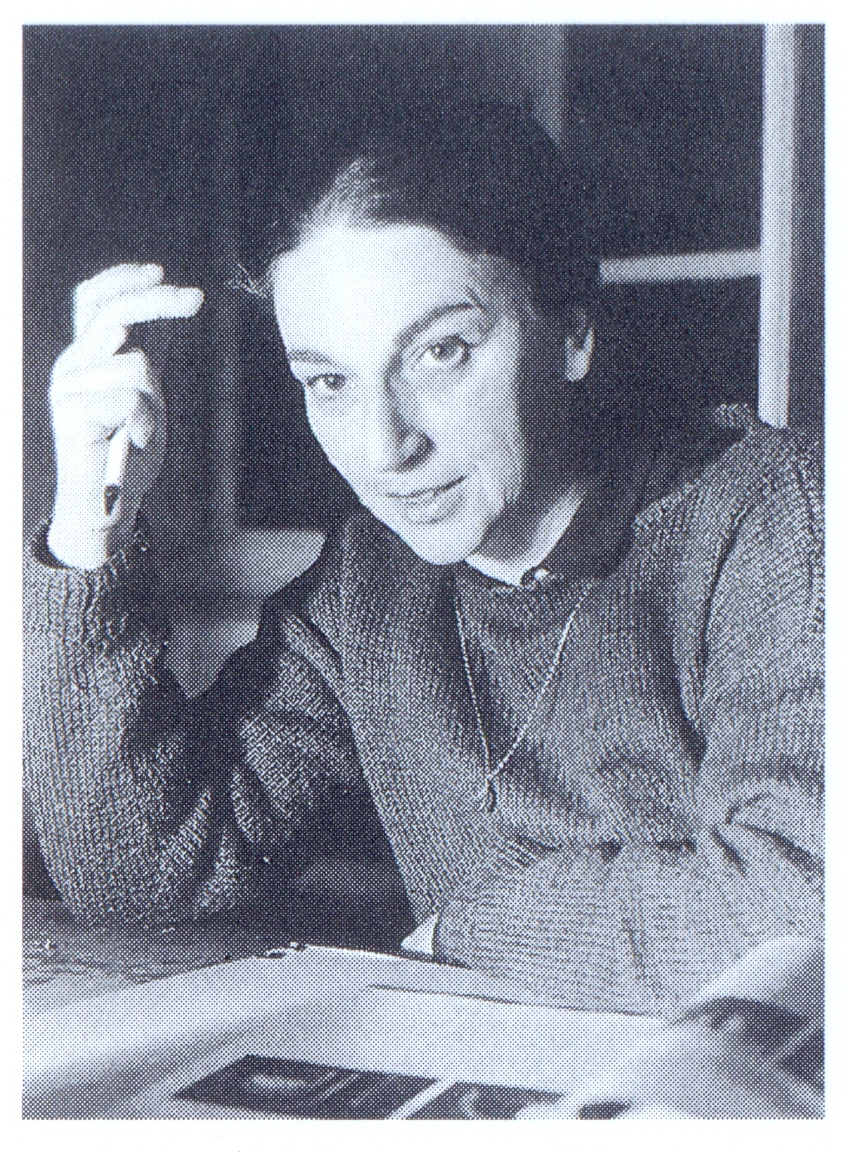
Flora Ruchat-Roncati

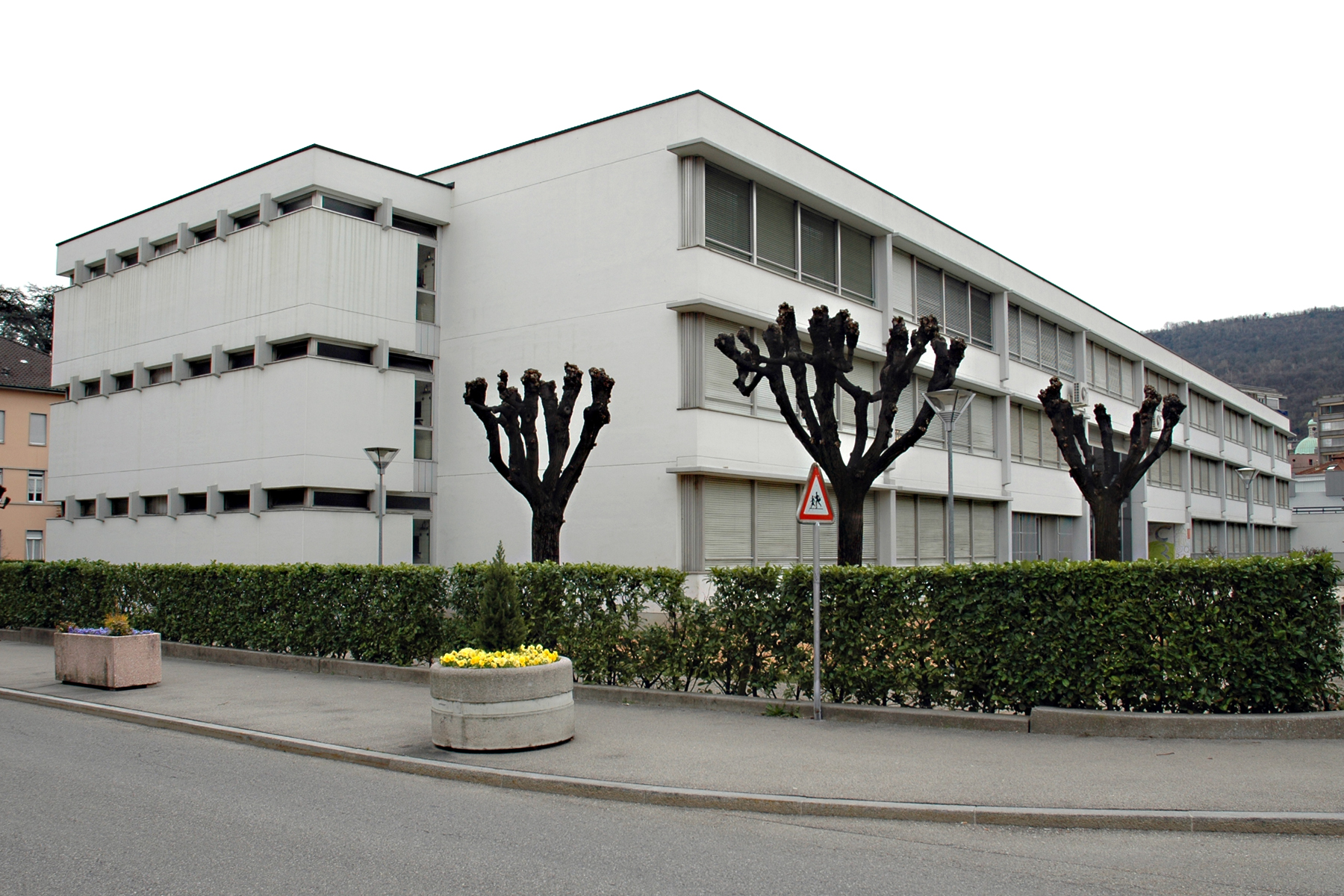
Scuole Comunali in Chiasso

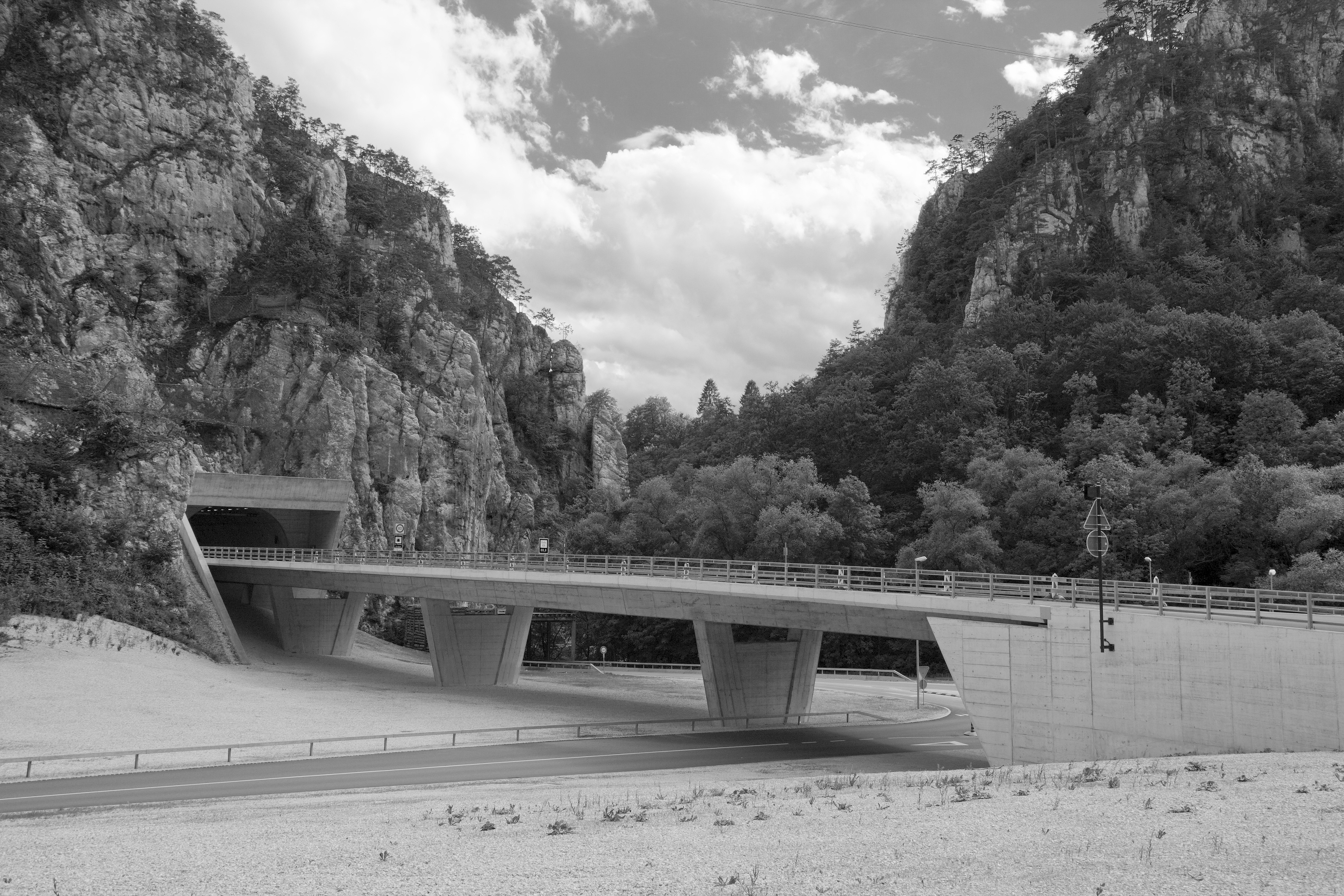
Autobahnbrücke der A16 «Transjurane» bei Choindez

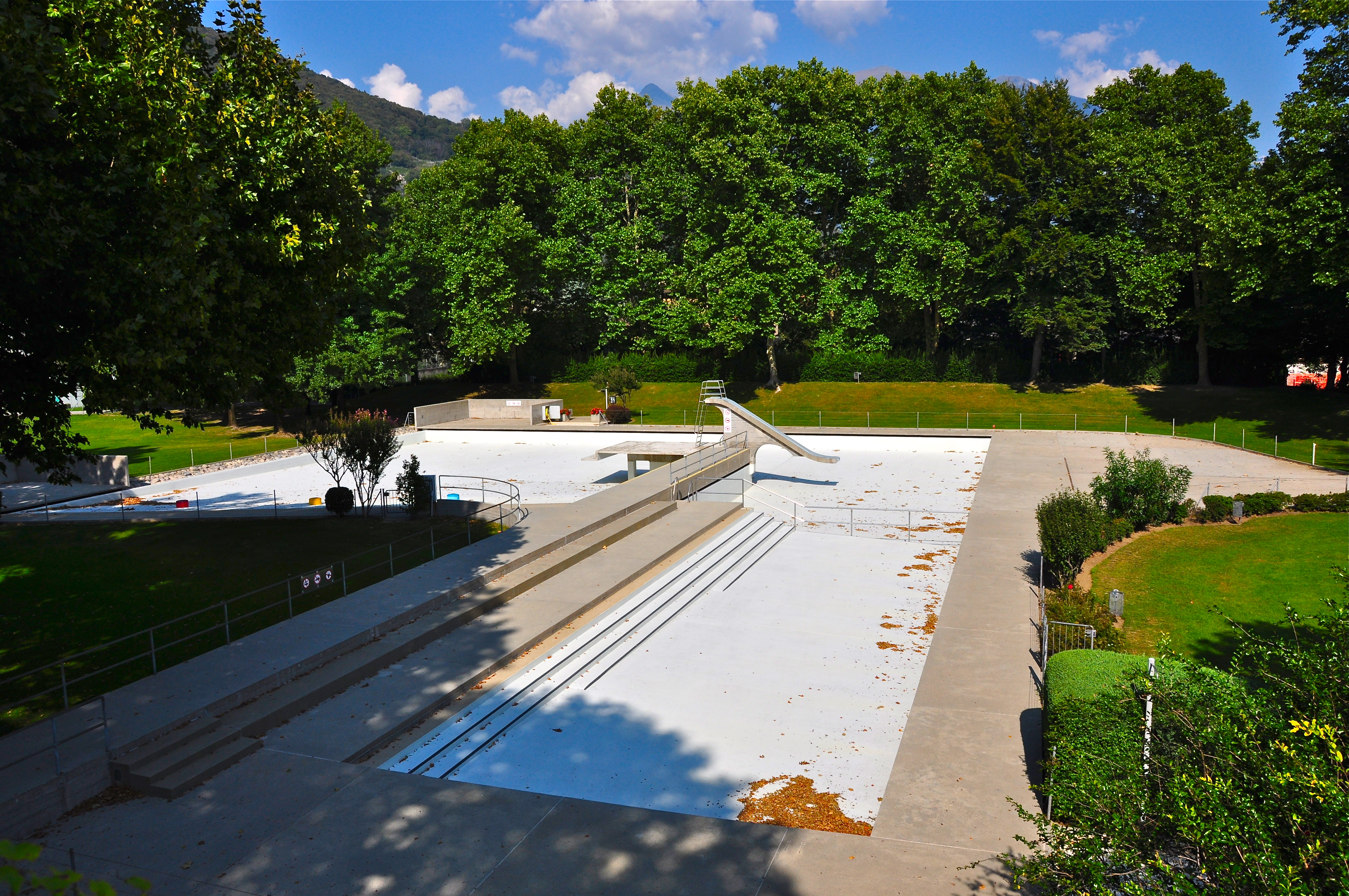
Bagno Pubblico in Bellinzona

Flora Ruchat-Roncati, geboren als Flora Roncati (* 4. Juni 1937 in Mendrisio, Kanton Tessin; † 24. Oktober 2012 in Zürich) war eine Schweizer Architektin. Sie galt als wichtige Vertreterin der «Tessiner Schule».

## Leben
Flora Ruchat-Roncati studierte Architektur an der ETH Zürich und war unter anderem bei Rino Tami tätig. Zwischen 1962 und 1971 realisierte sie zusammen mit Aurelio Galfetti und Ivo Trümpy bedeutende Bauten im Tessin und galt als wesentliche Vertreterin der sogenannten «Tessiner Schule». Ab 1971 war sie mit einem eigenen Atelier FRR in Riva San Vitale im Kanton Tessin tätig, von 1975 bis 1985 in Rom. Ab 1975 übernahm sie dort die Verantwortung für das Design der Lega Nazionale Coop. Abitazioni. 
Sie arbeitete mit verschiedenen Architekten zusammen und stellte 1996 mit Dolf Schnebli und Tobias Ammann (ab 1991 als Schnebli Ammann Ruchat Architekten und Partner AG in Zürich; ab 1996 Schnebli Ammann Ruchat Menz Architekten AG in Zürich und Agno) den Bürokomplex Suglio für die Grossbank UBS in Manno bei Lugano fertig. Zwischen 1989 und 1998 realisierte sie zusammen mit Renato Salvi Brücken und Tunnelportale für die Jura-Autobahn «Transjurane».
1977 lehrte sie Architekturtheorie an der Universität Reggio Calabria. Sie hatte Gastdozenturen an der ETH Zürich (1978/80), Syracuse University (1980), Cornell University (1980), Universität Florenz (1982), Bouakademie/Amsterdam (1983), Universität La Sapienza und Universität Rom III (1979/2000) inne. Zum 1. Oktober 1985 erhielt sie einen Ruf auf den Lehrstuhl für Architektur und Entwerfen an der ETH Zürich; sie war erste ordentliche Professorin an der Eidgenössischen Technischen Hochschule Zürich. Am 30. September 2002 wurde sie emeritiert. 1999/01 und 2002/03 gehörte sie dem internationalen Gestaltungsbeirat der Stadt Salzburg an.
Ihre Entwürfe waren geprägt durch das Werk Le Corbusiers. Sie war Mitglied des Bund Schweizer Architekten (BSA) (seit 1978), Schweizerischer Ingenieur- und Architektenverein (SIA), Federazione svizzera degli urbanisti (FSU) und der italienischen Architektenkammer OAR.

## Bauten
- Schulzentren in Chiasso (Scuole materna 1964), Riva San Vitale (Scuola elementare 1962/64 und 1970/72, Scuola materna 1968, Palestra delle scuole 1973), Lugano /  Viganello (Scuola materna 1968/70) (jeweils mit Galfetti und Trümpy) (1962/75)[4]
- Schwimmbad Bellinzona (Bagno pubblico del Centro Sportivo di Bellinzona) (jeweils mit Galfetti und Trümpy) (1970/72)[5]
- Wohnüberbauung La ColaSiderTa, Taranto (1978/82)
- Suglio – UBS Verwaltungs- und Ausbildungszentrum (SAR), Manno (1990/96)
- Gestaltungsplan für den Dorfkern von Riva San Vitale (1987/2000)
- ETH Lausanne, Quartier Nord (1993/05)
- La Transjurane A12: Architektonische Gestaltung der Autobahn (mit Renato Salvi) (1987/02)
- SBB AlpTransit Gotthard – Begleitung der Landschafts- und Bauwerksgestaltung der Hochgeschwindigkeitsbahn (BeratungsGruppe für Gestaltung) (seit 1992)
- Konsulentin der Comune di Roma «Interventi di Qualità» (2004/06)
- Seilbahnstation Lussari (mit Carlo Toson), Tarvisio (2001/04)
- Hauser Wohnungsbau, Riva San Vitale (2002/03)
- Studentenheim / Convento delle Grazie (mit Carlo Toson) Udine (seit 2007)
- Casa unifamiliare, Riva San Vitale (2008)
- Einfamilienhaus, Besano (2008/09)

## Schriften
- Werner Oechslin und Flora Ruchat-Roncati: Alberto Camenzind: Architekt, Chefarchitekt Expo 64, Lehrer, gta Verlag 1998, ISBN 3-85676-078-4.